# Generation Kill (miniserie televisiva)
Generation Kill è una miniserie televisiva statunitense del 2008 di guerra, azione e drammatica composta da sette puntate, tratta dall'omonimo libro di Evan Wright.

## Trama
La miniserie è frutto della ricostruzione dei racconti e delle testimonianze di un reporter e di diversi marines statunitensi che hanno vissuto in prima linea la guerra in Iraq. La trama infatti racconta le prime fasi della guerra, e in particolare le vicende della compagnia Bravo del primo battaglione da ricognizione dei marines statunitensi.

## Puntate
| Stagioni | Puntate | Prima TV USA | Prima TV Italia |
| -------- | ------- | ------------ | --------------- |
| Puntate  | 7       | 2008         | 2009            |

## Produzione
Gran parte delle riprese sono state fatte nell'Africa meridionale, in particolare in Mozambico, Namibia e Sudafrica

## Distribuzione
La prima puntata è stata trasmessa negli Stati Uniti d'America il 13 luglio 2008 dall'emittente televisiva HBO, mentre in Italia è andata in onda per la prima volta dal 14 giugno 2009 sulla pay TV Steel, della piattaforma Mediaset Premium.

## Accoglienza
La miniserie ha ricevuto molti consensi dalla critica. La rivista Variety l'ha definita "così reale da far dimenticare che si tratta di fiction". La stampa statunitense l'ha consacrata anche come la più autentica descrizione della vita militare mai andata in onda sul piccolo schermo.